# Acridinae
Acridinae (лат.) — подсемейство насекомых семейства настоящих саранчовых (Acrididae) отряда прямокрылых (Orthoptera).

## Описание
Голова коническая. Угол, образованный между лбом и теменем, острый. Переднеспинка без выраженных бугорков. Переднегрудь гладкая или с небольшим срединным бугорком. На задних голенях нет предвершинного шипа. Створки яйцеклада к вершине сужены.

## Классификация
- Acridini MacLeay, 1821
  - Acrida Linnaeus, 1758
  - Acridarachnea Bolívar, 1908
  - Cryptobothrus Rehn, 1907
  - Keshava Gupta & Chandra, 2017
- Calephorini Yin, 1982
  - Calephorus Fieber, 1853
- Hyalopterygini Brunner von Wattenwyl, 1893
  - Guaranacris Rehn, 1944
  - Hyalopteryx Charpentier, 1843
  - Metaleptea Brunner von Wattenwyl, 1893
  - Neorphula Donato, 2004
  - Orphula Stål, 1873
  - Parorphula Bruner, 1900
  - Paulacris Rehn, 1944
- Phlaeobini Brunner von Wattenwyl, 1893
  - Holopercna Karsch, 1891
  - Leopardia Baccetti, 1985
  - Oxyphlaeobella Ramme, 1941
  - Phlaeoba Stål, 1861
  - Phlaeobacris Willemse, 1932
  - Phlaeobella Ramme, 1941
  - Phlaeobida Bolívar, 1902
  - Pseudophlaeoba Bolívar, 1914
  - Pyrgophlaeoba Miller, 1929
  - Sikkimiana Uvarov, 1940
  - Sinophlaeoba Niu & Zheng, 2005
  - Sinophlaeobida Yin & Yin, 2007
  - Xerophlaeoba Uvarov, 1936
- Truxalini Serville, 1838
  - Truxalis Fabricius, 1775